# Pluto chanteur de charme
Pour plus de détails, voir Fiche technique et Distribution.
Pluto chanteur de charme (Pluto's Blue Note) est un court-métrage d'animation américain des studios Disney avec Pluto, sorti le 26 décembre 1947.

## Synopsis
Pluto passe devant une boutique d'appareils radiophoniques et décide de devenir lui aussi un crooner.

## Fiche technique
- Titre original : Pluto's Blue Note
- Titre français : Pluto chanteur de charme
- Série : Pluto
- Réalisation : Charles A. Nichols
- Scénario : Milt Schaffer, Jack Huber
- Animation : Jerry Hathcock, George Kreisl, Dan MacManus, George Nicholas
- Décors : Art Landy
- Layout : Karl Karpé
- Musique : Oliver Wallace
- Production : Walt Disney
- Société de production : Walt Disney Productions
- Société de distribution : RKO Radio Pictures
- Format : Couleur (Technicolor) - 1,37:1 - Son mono (RCA Sound System)
- Durée : 7 min
- Langue :  Anglais
- Pays de production :  États-Unis
- Dates de sortie : 
  - États-Unis : 26 décembre 1947[1]

## Voix originales
- Pinto Colvig : Pluto
- Billy Bletcher : Le commerçant
- John Woodbury : Le chanteur

## Récompenses et nominations
- Oscars 1948 : Nomination à l'Oscar du meilleur court-métrage d'animation.

## Commentaires
Le film comprend La Chanson du bonheur (You Belong to My Heart) présente dans Les Trois Caballeros (1944).

## Titre en différentes langues
- Suède : Pluto sjunger falskt / Pluto som plattcharmör / Plutos blå ton

Source : IMDb